# Corellidae
Corellidae — rodzina żachw z rzędu Enterogona, podrzędu Phlebobranchia.
Do rodziny zaliczają się następujące rodzaje:
- Benthascidia Ritter, 1907 - jedynym przedstawicielem jest Benthascidia michaelseni
- Chelyosoma Broderip and Sowerby, 1830
- Corella Alder and Hancock, 1870
- Corelloides Oka, 1926 - jedynym przedstawicielem jest Corelloides molle
- Corellopsis Hartmeyer, 1903 - jedynym przedstawicielem jest Corellopsis pedunculata
- Corynascidia Herdman, 1882
- Rhodosoma Ehrenberg, 1855 - jedynym przedstawicielem jest Rhodosoma turcicum